# Prosthecidiscus guatemalensis
Prosthecidiscus guatemalensis là một loài thực vật có hoa trong họ La bố ma. Loài này được Donn. Sm. miêu tả khoa học đầu tiên năm 1898.